# 今小路西遺跡
今小路西遺跡（いまこうじにしいせき）は、神奈川県鎌倉市御成町の鎌倉市立御成小学校にある古代・中世の複合遺跡。

## 概要
1979年（昭和54年）、御成小学校の改築工事中に発見され中世の鎌倉の都市遺構とその下に眠る古代の鎌倉郡の郡衙遺構と推定される官衙施設跡が発掘された。
古代のものは大型の掘立柱建物群が「コ」の字形に配置されており、その東側にも複数の建物の跡が確認されている。これは官衙とそれに付属する舎屋・倉庫群とみられている。付近からは733年（天平5年）の銘が入った木簡も出土している。その上には平安時代の倉庫とみられる遺構も確認されており、奈良・平安時代に利用されたと推定される。
中世のものは武家屋敷跡が南北2口と道路・町屋跡が確認されている。鎌倉時代中期から南北朝時代にかけての街並みの跡と推定され、特に南北の武家屋敷はこの時代のものとしては広大で出土品との兼ね合いから、南側は有力御家人級、北側は北条氏得宗家関係者の邸宅とする説もある。

## 文化財
- 「今小路西遺跡出土の墨書木札」-当遺跡から出土した縦15.5センチメートル×横40.4センチメートル×厚さ1センチメートルの木板。鎌倉幕府有力御家人安達氏の屋敷における警備役の当番表で、1265年（文永2年）に一晩3人体制で警備にあたることになった9人の名前が書かれている。2012年（平成24年）2月17日付けで鎌倉市指定有形文化財[1][2]。